# Leptostylis antipus
Leptostylis antipus är en kräftdjursart som beskrevs av John Todd Zimmer 1907. Leptostylis antipus ingår i släktet Leptostylis och familjen Diastylidae. Inga underarter finns listade i Catalogue of Life.